# Massoud Radjavi
Massoud Radjavi, né le 18 août 1948 à Tabas, est l'ancien président du Conseil national de la résistance d'Iran (CNRI), qu'il fonde en 1981 et qui regroupe différentes organisations d'opposition iranienne, et un dirigeant de l'Organisation des moudjahiddines du peuple iranien. Il disparaît en 2003 après l'invasion américaine en Irak.

## Jeunesse, opposition au shah
Durant ses études à l'université de Téhéran, Massoud Radjavi adhère à l'Organisation des Moudjahidine du peuple d'Iran (OMPI) en 1967 et devient le plus jeune membre du comité central de cette organisation d'opposition à la dictature du Shah. En 1971, tous les dirigeants du mouvement sont arrêtés, puis exécutés. Massoud Radjavi, condamné à mort, voit sa sentence commuée en peine de prison à perpétuité grâce à une campagne internationale menée depuis Genève (Suisse) par son frère Kazem Radjavi, professeur de sciences politiques, qui sera assassiné en 1990 par les services secrets iraniens[réf. souhaitée].
Massoud Radjavi passe alors sept ans dans les prisons du chah et ne retrouve la liberté que peu avant la révolution iranienne de 1979[réf. souhaitée].

## Opposition à Khomeini
Après sa sortie de prison, Radjavi réorganise l'OMPI, et se présente à la première élection présidentielle en Iran, en 1980. Il est le candidat d'une coalition de partis de gauche et du centre et des minorités ethniques et religieuses, mais sa candidature est annulée par Khomeini lui-même, qui déclare que ceux qui n'ont pas voté pour la constitution n'ont pas le droit de se présenter[réf. souhaitée]. 
En juin 1981, une grande manifestation pacifique organisée par l'OMPI et réclamant le respect des libertés est réprimée dans le sang. L'OMPI se lance alors dans la lutte armée contre le régime islamiste[réf. souhaitée]. 

## Fuite d'Iran
Le 28 juillet 1981, il s'enfuit pour la France à bord d'un Boeing d'Iran Air détourné avec l'aide de quelques-uns de ses partisans. Le premier président de la République islamique d'Iran, Abolhassan Bani Sadr, l'accompagne à bord. Arrivés à Paris, ils obtiennent immédiatement le statut de réfugié politique et bénéficieront pendant plus de six ans de la mansuétude du gouvernement socialiste français, surtout du président de la République François Mitterrand[réf. souhaitée].
Quelques mois après la mort au combat de sa première épouse Achraf Radjavi et de son bras droit Moussa Khiabani toujours restés en Iran, il se marie avec Firouzeh Bani Sadr, la fille de son allié politique du moment, l'ancien président Bani Sadr, avec lequel il fonde formellement à Paris le Conseil national de la résistance iranienne (CNRI), coalition qui regroupe la plupart des mouvements d'opposition, notamment les Kurdes iraniens, à l'exclusion des monarchistes. Ce mariage sera dissous dès que des dissensions politiques avec le père apparaîtront. Massoud Radjavi épouse ensuite, en 1985, Maryam Abrichantchi, cadre inférieur du mouvement mais dont le potentiel charismatique est rapidement décelé par le leader. Politiquement, son rôle est de coaliser toutes les femmes iraniennes, dont le statut social est brutalisé par l'idéologie islamiste[réf. souhaitée].
Lors de la première cohabitation française, le Premier ministre Jacques Chirac expulse Massoud Radjavi du territoire français pour réchauffer les relations diplomatiques franco-iraniennes et régler certains dossiers électoralement sensibles, notamment la question des otages français au Liban[réf. souhaitée].

## Installation en Irak
Expulsé de France, le mouvement trouve repli en 1986 chez Saddam Hussein et s'installe dans un territoire de 36 km2, nommé pour l'occasion Camp d'Achraf, en mémoire de la première épouse du leader. Saddam Hussein dote rapidement le mouvement d'un matériel de guerre important, comptant notamment des dizaines de tanks pris à l'Iran pendant la guerre Iran-Irak. Désormais intitulée Armée de libération nationale iranienne (ALNI), cette armée est présentée par l'OMPI comme le glaive qui fera tomber Khomeiny[réf. nécessaire].

## Lumière éternelle
En 1988, l'OMPI organise sa première grande opération militaire, intitulée « Lumière éternelle », et lancée depuis le territoire irakien contre le territoire iranien. En l'absence de soutien logistique international, cette attaque est considérée pour les uns comme un échec où de nombreux moudjahidines périssent et pour ces derniers comme une victoire, puisqu'elle a ébranlé le régime des mollahs et a permis de s'emparer de la ville garnison de Mehran, où l'ALNI a saisi pour 2 milliards de dollars d'armement (dont 200 chars d'assaut, des véhicules blindés, des canons et des centaines de tonnes de munition). 
Fou de colère, l'ayatollah Khomeini punira très durement cette opération militaire, en faisant brutalement exécuter tous les moudjahidines détenus dans ses prisons, depuis la Révolution, notamment Monireh Radjavi, la sœur cadette du leader Massoud. La fatwa du Guide suprême ordonnant ce massacre a été officiellement publiée par le régime. 
Près de 30 000 opposants seront exécutés en 2 mois, en 1988. C'est aussi à cette époque que Khomeini lance un vaste mouvement d'assassinat de ses opposants en exil. En 1990, Kazem Radjavi, frère du leader, est exécuté à Genève par un commando des services secrets iraniens, tous porteurs d'un passeport diplomatique. 
À Paris, Chapour Bakhtiar, l'ancien Premier ministre du Shah est égorgé avec son secrétaire. On dénombrera plus de 250 exécutions de cette nature dans le monde.[réf. nécessaire]

## Années d'or
De son installation en 1987 en Irak jusqu'au 11 septembre 2001, déclencheur de l'invasion américaine en Irak, l'OMPI vit ses années d'or. Vivant en vase clos, la principale activité du mouvement est d'organiser épisodiquement des attentats en Iran et, surtout, de construire une puissante machine internationale de propagande pour se faire connaître auprès des chancelleries et parlements étrangers. En 1992, Maryam Radjavi revient s'installer en France pour garantir au mouvement une continuité du leadership en cas d'attaque massive de l'Iran contre l'ALNI et Massoud Radjavi, qui restera désormais avec ses troupes, au cœur du danger. 
Il disparaît en 2003 après l'invasion américaine de l'Irak, sans qu'il soit possible de savoir s'il est encore en vie. 
Le 6 juillet 2016, lors d'un grand rassemblement de membres de l'OMPI à Paris, l'ancien chef de l'agence de renseignement saoudienne, Turki ben Fayçal Al Saoud, qualifie Radjavi de « défunt Massoud Radjavi » à deux reprises dans un discours.